# Bell Boeing V-22 Osprey
V-22 Osprey je višenamjenski vojni zrakoplov s VTOL i STOL sposobnostima. Projektiran je za obavljanje misija kao dugodoletni helikopter i turbo-prop zrakoplov s velikom putnom brzinom. Razvila ga je tvrtka Bell Helicopter a izrađivan je u suradnji s Boeing Rotorcraft Systems-om. Prvotni korisnici ovog zrakoplova su Korpus mornaričkog pješaštva SAD-a i Ratno zrakoplovstvo SAD-a. FAA je zrakoplov klasificirala kao letjelicu koja može uzletjeti okomito kao helikopter, ali u vodoravnom letu ponaša se kao avion.

## Pozadina
Avion još od I. svjetskog rata doveden do revolucije u načinu ratovanja otvarajući bojište i u trećoj dimenziji. Svojim letnim mogućnostima avion je omogućio djelovanje na cilj u kratkom vremenu i na velikim udaljenostima, prenoseći rat s crte bojišnice na gotovo cijelo područje zaraćenih zemalja. Ipak, najveći nedostaci aviona ogledali su se u potrebi za velikom i skupom pratećom infrastrukturom koja je bila lako uočljiva iz zraka i podložna napadu neprijatelja. Isto tako, doprema ratnog materijala i ljudstva na nepripremljene površine bila je samo u jednom smjeru, tj. dostavljanje izbacivanjem iz zrakoplova. U Korejskom ratu avionu se pridružio helikopter koji je eliminirao navedene probleme ali, na žalost s dva velika nedostatka: mali dolet te mala brzina leta koja je povećavala vrijeme manevra, a samim time je helikopter postao laki plijen lovačkim avionima. Nezamjenjive mogućnosti okomitog manevra osigurale su mjesto helikopteru kao letjelici koja će u nadolazećem razdoblju zauzimati sve važnije mjesto u zrakoplovstvu. Idealna letjelica stoga bi bila ona koja bi imala brzinu, dolet i ekonomičnost aviona spojene s jedinstvenim manevarskim osobinama helikoptera. Rješenju problema pristupilo se uporabom izravnog zakretnog potiska mlaznog motora ili uporabom vučne sile putem rotora ili propelera. Veliki broj letjelica, koji se koristio potiskom mlaznog motora, u većini slučajeva doživio je neuspjeh, a najpoznatije letjelice koje su ušle u operativnu uporabu svakako su avioni BA Harrier i Jakovljev Jak-38. Ipak, nezamjenjiva mogućnost okomitog slijetanja i polijetanja tih aviona povlačila je za sobom i velike nedostatke koji su se ponajprije ogledali u ograničenim manevarskim sposobnostima u "helikopterskoj" fazi leta, kao i u iznimno velikoj potrošnji goriva u takvim režimima rada. Zato ti avioni ako koriste svojim mogućnostima okomitog polijetanja i slijetanja, tada imaju vrlo mali dolet ili, pak, mogućnost nošenja male količine korisnog tereta (borbeni radijus prilikom maksimalnog iskorištenja helikopterskog polijetanja i slijetanja Harriera je 371 km, a Jak-a 38 370 km). 
Pribjeglo se i uporabi aviona s velikim propelerima u nosu, koji su imali mogućnost okomitog slijetanja i polijetanja s mogućnostima prelaska u avionski režim leta. No, osobito su slijetanja bila vrlo komplicirana te su zahtijevala posebne sletne rampe. Dakako, postojalo je još mnogo pokušaja rješavanja tog problema, ali optimalne rezultate ponudila je izvedba tzv. tilt-rotora, čije se radno načelo temelji na zakretanju nosećeg rotora iz okomitog (helikopterskog) u vodoravni (avionski) položaj. Iako je više zemalja radilo u smjeru izrade takve letjelice, najviše uspjeha u tome imali su Amerikanci, koji su svoju prvu tiltrotor letjelicu XV-3 odvojili od zemlje 1955. godine. 
XV-3 je imao svoj prvi prijelazni let iz helikopterskog u avionski režim i obratno 1958. godine, a ukupno je izvedeno još 110 takvih uspješnih letova radi ispitivanja nove tehnologija, kao i uopće opravdanosti takvog koncepta. Iako je taj program bio velik uspjeh, pokazalo se da primjena tiltrotor tehnologije pati zbog velikih tehnoloških ograničenja pogonske grupe, upravljačkih komandi, te mogućnosti strukturalne izvedbe letjelice u to doba. Početkom 1970-ih godina, američka se vojska ohrabrena tehnološkim napretkom odlučila za izradu druge inačice tehnološkog tiltrotor prototipa. Izrađena su dva primjerka letjelice SV-15 koja je imala poletnu težinu od približno 6.500 kg, a prvi let s prijelazom iz helikopterskog u avionski režim leta izveden je 1979. godine. U avionskom režimu postignuta je brzina leta od 555 km/h, te visina leta od približno 6.700 m. Takav uspjeh u tiltrotor tehnologiji, imao je za posljedicu stvaranje JVX programa (eng.: Joint Services Advanced Vertical Lift Aircraft) s namjerom razvoja srednjeg transportnog zrakoplova s mogućnostima okomitog slijetanja i polijetanja (VTOL), kojim bi se koristili svi rodovi američke vojske.

## Izrada V-22
Ministarstvo obrane SAD-a počeo je zajednički projekt zrakoplova s okomitim uzlijetanjem - slijetanjem  (JVX) u 1981. godini pod vodstvom Vojske SAD-a a kasnije je vođenje projekta preuzelo Korpus mornaričkog pješaštva SAD-a. JVX trebao je zadovoljiti zahtjeve mornaričkog pješaštva. Zračnih snaga, vojske i ratne mornarice. Zahtjev za predprojekte (RFP) bio je izdan u prosincu 1982. a zainteresirani za njegovu izradu bili su Aérospatiale, Bell Helicopter, Boeing Vertol, Grumman, Lockheed i Westland. Bell udružen s Boeing Vertolom je predstavio svoj uvećani prototip Bell XV-15 17. veljače 1983. što je bio i jedini zaprimljeni prijedlog.
Program V-22 pokrenut je kako bi se ispunili zahtjevi navedeni u JVX programu, zahvaljujući kojem bi se američki marinci i zrakoplovstvo opremili letjelicom sposobnom da izvede zadaće na velikim udaljenostima i s velikom brzinom leta, te koje trebaju mogućnosti okomitog slijetanja i polijetanja. Za stvaranje takve letjelice osnovna zapreka bila je tehnološka razina koja je 1986. godine, kada se započelo s razvojem V-22, dostigla razinu koja je jamčila uspjeh projekta.  Prve procjene o cijeni pojedine operativne letjelice kretale su se oko 24 milijuna dolara s planiranom proizvodnjom 923 primjerka. Godine 1989. Busheva je administracija ukinula projekt kada je predviđena cijena primjerka dosegnula visokih 35 milijuna dolara i gotovo za trećinu smanjenu proizvodnju od 602 letjelice. Ipak, takav veliki i skupi projekt imao je i političku pozadinu koja je odlučivala o njegovoj budućnosti. Glavni protivnik tog projekta bio je sam ministar obrane Richard B. Cheney, koji je tvrdio da će projekt koštati mnogo više od planirane svote koja je neophodna za ulaganje u druge vojne projekte. Godine 1992., na upozorenje da projekt Osprey šteti Bushevoj kampanji, osobito u Teksasu i Pennsylvaniji, gdje se Osprey i trebao proizvoditi, Cheney je odobrio 1,5 milijardi dolara u fiskalnoj 1992. i 1993. godini za daljnji razvoj tog projekta, iako se i dalje javno suprotstavljao razvoju V-22.
Na kraju je Clintonova administracija prihvatila planove za razvoj Ospreya, čija je cijena dosegnula vrtoglavih 37,3 milijardi dolara, a cijena pojedinog primjerka čak 80 milijuna dolara, pri čemu je planirano da marinci dobiju 360, mornarica 48, a zrakoplovstvo 50 primjeraka Ospreya u raznim i njima prilagođenim inačicama.
Naoružani spoznajama dobivenim tijekom razvoja SV-15, moderna tehnologija omogućila je nadopunu nedostataka tog projekta i stvaranje nove letjelice budućnosti. Tehnološke novine, koje su bile prepreka tadašnjem razvoju a sada su okosnica u stvaranju takve letjelice, baziraju se na udvostručenoj digitalnoj kontroli turbo-osovinskih motora (tzv. sustav FADEC), kompozitna izrada većeg dijela strukture letjelice, fly-by-wire sustav upravljanja letom, te integrirani sustav avio-elektronike. Napredak u izvedbi motora, kao i u sustavu za njegovo upravljanje, smanjio je radno opterećenje posade te je dugo bio najveća prepreka u razvoju Ospreya, ali kasnije i njegov najveći uspjeh. Glavna odlika sustava FADEC ogleda se u potpunoj kontroli motora i ograničavanju njegova rada kako ne bi došlo do prekoračenja dopuštenih vrijednosti. Time je pilot rasterećen brige oko optimalnog rada motora što je osobito korisno u prijelaznim režimima leta, što bi u suprotnom zahtijevalo mnogo više pilotskog angažmana, te usporavalo prolaz kroz kritične faze leta. 
V-22 pokreću dva turbo-osovinska motora Rolls Royce/Allison T406-AD-400. Svaki od njih preko dva zajednička reduktora pokreće rotore promjera 11,61 m. Snaga pojedinog motora je dovoljna da u slučaju otkaza jednog, drugi preuzme pokretanje oba rotora i osigurava dovoljno snage za daljnji let, ali se u tom slučaju slijetanje vrši s protrčavanjem (slijetanje vrlo slično avionskom načinu slijetanja). Taj se motor u vrlo sličnim inačicama nalazi i na drugim zrakoplovima različite namjene, poput C-130J, Alenia C-27, Global Hawk, Saab 200 itd., a tijekom 10.200 sati leta ispitivanja nije došlo niti do jednog otkaza motora.
Sljedeći tehnološki uspjeh koji je omogućio razvoj Ospreya je obilna uporaba kompozitnih materijala u strukturi letjelice. Ne samo da su postignute velike uštede na težini, već bi neki dijelovi i bili teško izvedivi s metalnim legurama zbog izloženosti specifičnim mehaničkim naprezanjima. Čak 43,7% V-22 izrađeno je od karbon-grafit kompozita, 3,4% fiberglasa, 46,1% metala, te 6,8% drugih materijala, što ima za posljedicu 22% lakšu letjelicu nego da je izrađena u potpunosti od legura metala. Uporaba kompozitnih materijala povećava i sigurnosne osobine letjelice, jer za razliku od relativno "iznenadnog" pucanja metala, strukturalna čvrstoća kompozitnih materijala se postupno degradira, čime se daje dovoljno vremena za uočavanje oštećenja. Isto tako, kompozitni materijali nisu podložni utjecaju korozije, što je osobito važno u uvjetima djelovanja na moru. Sljedeća tehnološka novina je ugradnja upravljačkog sustava tipa fly-by-wire. Ukratko, pomak upravljačkih komandi prenosi se do upravljačkih površina putem optičkih vodova koji uz pomoć računala daju signal sustavu koji preko pokretača i servo-sustava pomiče upravljačke površine. Na taj način na Ospreyu su postignuti sljedeći rezultati:
- smanjena je težina cjelokupnog sustava upravljanja ( svega 322 kg),
- povećana pouzdanost,
- omogućeno pravodobno otkrivanje oštećenja i njegovo izoliranje ili popravljanje u letu,
- veća otpornost na vanjska oštećenja zbog udvostručenja sustava (čak i ako je optički vod oštećen, dovoljno je samo nekoliko mikrona neoštećenog voda da i dalje bude omogućen potpuni prijenos podataka),
- ovim sustavom lakše je kontrolirati let i ograničiti upravljanje letom do maksimalno dopuštenih vrijednosti koje neće oštetiti strukturu letjelice.

Posljednja bitna tehnološka novina jest ugradnja integriranog sustava elektronike (IAS) koji međusobno povezuje sve sustave zrakoplova te omogućuje jednostavniju i kvalitetniju komunikaciju, preciznu navigaciju, nadzor i kontrolu sustava, kao i bržu obradu podataka koji se u optimiziranim okvirima prezentiraju posadi. Osnovicu tog sustava čine dva udvostručena računala preko kojih se unose podaci te kontrolira rad ostalih sustava. Posada nadzire sustave i unosi podatke preko četiri višenamjenska zaslona u boji (MFD), dvije jedinice za prikaz podataka (CDU), te sustav za kontrolu i signalizaciju rada motora (EICAS). Svi ti sustavi su tako funkcionalno, ali i ergonomski postavljeni, da oba člana posade i pri maksimalno mogućem obimu poslova mogu na vrijeme provesti sve potrebne radnje. 

## Konstrukcijska obilježja
Iako je V-22 zapravo letjelica, pri čijem je stvaranju ideja bila da je to helikopter s pridodanom mogućnošću velike brzine leta i doleta aviona, Osprey, gledano izvana, po malo čemu odaje odlike klasičnog helikoptera. U biti to je laki transportni avion s velikim propelerima na krajevima krila. Trup letjelice u svom presjeku standardnog je kutijastog izgleda koji izvana nadopunjuju prilično velika bočna izbočenja na njegovoj donjoj strani. Njihova osnovna namjena je smještaj podvozja zrakoplova te spremnika za gorivo, čime se ne smanjuje teretni prostor, a istodobno su kotači glavnog podvozja time smješteni na međusobno većoj udaljenosti što pridonosi stabilnosti letjelice na zemlji. Pilot, pilotska kabina, te jedan do dva letača tehničara (ovisno o vrsti leta) u pilotsku kabinu ulaze na desna bočna vrata koja su i projektirana kao sekundarni ulaz u teretni prostor. Ulazak tereta i ljudstva, kao i izlazak na tlu ili izbacivanje u letu, omogućeno je kroz veliku spuštajuću rampu čime je moguće prenositi teret gotovo istovjetnih dimenzija, kao što je sam teretni prostor. U unutrašnjosti trupa moguć je smještaj 32 potpuno opremljena vojnika ili 24 vojnika u sjedećem položaju smještenih na sjedalima koja štite putnika i pri udaru od 16 g. Ako se Osprey koristi za prijevoz ozlijeđenih osoba, tada je u trupu moguća ugradnja 12 nosila uz pripadajuće osoblje. Unutar teretnog prostora (dužina 7,37 m, visina 1,83 m i visina 1,83 m) moguće je nositi maksimalno 9.100 kg tereta koji može biti smješten unutar standardnih paleta 463L. Težina vanjskog tereta, ako se nosi na jednoj podtrupnoj ovjesnoj točki, iznosi upola manje, tj. 4.500 kg, a ako je teret ovješen na dvije točke, tada je dopuštena težina tereta maksimalno 5.500 kg. 
Uočljiva je i neobična koncepcija repnog dijela koji se sastoji od vodoravnog stabilizatora prilično male površine, smještenog između dva velika okomita stabilizatora. Na vodoravnom stabilizatoru nalazi se i kormilo dubine koje ima istovjetnu ulogu kao i na avionu kada se Osprey nalazi u avionskom režimu leta. Što se tiče okomitih stabilizatora, razmatrala se opcija postavljanja samo jednog stabilizatora, kako bi se smanjila težina letjelice, ali i cijena izrade, no to je ubrzo odbačeno jer jedan okomiti stabilizator nije u mogućnosti osigurati dovoljnu uzdužnu stabilnost tijekom leta. Jedan od glavnih razloga za postavljanje dvaju okomitih stabilizatora jesu veliki promjeri dviju trokrakih propelera čija bi strujanja oko jednog okomitog stabilizatora tijekom avionskog režima leta smanjivala njegovu učinkovitost. Kao i u slučaju vodoravnih repnih površina, tako se i na okomitim stabilizatorima nalaze kormila pravca radi upravljanja oko okomite osi tijekom avionskog režima leta.
Ipak, ono što najviše razlikuje V-22 od bilo koje druge letjelice jesu njegova krila i ono što se nalazi na njima. Krila relativno malog razmaha, ako se Osprey promatra kao avion (14,2m) i velike relativne debljine, ima i prilično neobičnu mehanizaciju. Na izlaznom rubu krila po njegovom cijelom rasponu nalaze se zakrilca i krilca koja tijekom leta na malim brzinama imaju i ulogu zakrilaca (flaperoni). Budući da na tim brzinama krilca imaju manje opstrujavanje zraka, pa im je time i manja učinkovitost potrebna za zakretanje oko uzdužne osi, zadaću naginjanja preuzimaju rotori koji razlikom vučne sile u okomitom položaju uzrokuju i naginjanje letjelice u stranu manje vučne sile. Upravo je razlika uzgona sa svojim utjecajem na stabilnost letjelice dugo bio jedan od najdiskutabilnijih problema u razvoju Osprey.
Na krajevima krila nalaze se vrlo velike zakretne gondole u kojima se nalaze turbo-osovinski motori Allison T406-AD-400, svaki snage 6150 KS, s pripadajućim sustavom prijenosa snage. Čak je i sustav prijenosa snage karakterističan sam po sebi, jer zbog rješenja zakretanja cjelokupnog sustava motora zahtijeva posebnu izvedbu koja je vrlo različita od onoga helikopterskog tipa. Naime, sustav prijenosa snage sastoji se od ukupno pet reduktora: dva reduktora za pogon rotora, dva reduktora koji prenose snagu na zajedničku osovinu u uvjetima zakretanja motora, te reduktor koji se nalazi u središnjem dijelu krila, a osigurava sinkronizaciju rada oba rotora. Kompozitna osovina spaja središnji reduktor i oba motora te prolazi kroz zadnji dio krila cijelim njegovim rasponom, a u slučaju prekida rada jednog od motora na sebe preuzima funkciju preraspodjele snage drugog motora na oba rotora. 
Napajanje motora gorivom iz spremnika vrši se automatski, a direktan dovod goriva u motor vrši se iz rashodnih spremnika svaki zapremine 272 kg. Preostalo gorivo nalazi se u još 5 fiksnih spremnika smještenih u krilima i bočnim proširenjima na trupu, dok je za potrebe velikog doleta moguća ugradnja dva spremnika u transportnoj kabini ukupne zapremine 1.910 kg. Na taj način inačica MV-22 ima mogućnost nošenja ukupno 4.480 kg, a CV-22 inačica 6.295 kg goriva. Cijelo krilo moguće je vodoravno zakrenuti za 90° zahvaljujući čemu je moguće smjestiti V-22 na vrlo mali prostor ili pak transportirati većim transportnim zrakoplovom ne odvajajući krila, a da pri tome ukupna duljina ne prelazi 19,20 m što je nešto manje od duljine helikoptera UH-60 Black Hawk. Na tim su mogućnostima osobito inzistirali marinci kojima je ta letjelica namijenjena za djelovanje s desantnih plovila, pa ne treba osobito isticati koliko je tu važno maksimalno iskorištenje prostora. Zakretanje krila kontrolira se električnim putem preko hidrauličnih pokretača koji ujedno i sklapanju krakove nosećeg rotora za što je potrebno samo 90 sekundi.
Vidjeti krakove rotora u radu doista je neobično. Svaki krak svojim promjerom gotovo dodiruje trup letjelice, a kada ga se promatra tijekom avionskog režima leta, takvi rotori doista djeluju neobično i odaju dojam nezgrapnosti. Ipak, s dokazanim letnim karakteristikama Osprey je sve samo ne nezgrapan. Veliki rotori povećavaju i ukupan raspon Ospreya s 14,2 m na čak 25,78 m s rotorima u radu, dok mu je ukupna dužina trupa samo 14,47 m.
Iako s nosivosti korisnog tereta od 9.100 kg, svojim dimenzijama mnogo je manji od helikoptera koje nasljeđuje, pa za usporedbu helikopter CH-47 Chinook ima ukupnu duljinu s rotorima 30,14 m, a CH-53E Super Stallion 30,19 m, iako je maksimalna poletna težina V-22 veća od ta dva helikoptera.
Podvozje je tipa tricikl s velikom međusobnom udaljenošću glavnih kotača i nosnog kotača. Podvozje je u potpunosti uvlačivo, na zemlji Ospreyu daje relativno mali razmak od zemlje omogućujući lakši pristup letjelici. Podvozje je jedno od bitnih čimbenika u povećanju sigurnosti letjelice, jer u slučaju udara u zemlju ono će osim apsorbiranja velike količine kinetičke energije, nju prenijeti na ključne točke konstrukcije koje će pak svojim savijanjem i lomom ublažiti deformaciju putničkog prostora.

## Različiti zahtjevi
Još od početka razvoja JMVX programa, planirana je izrada dvije osnovne inačice Ospreya: MV-22, koja je prilagođena potrebama marinaca koji njime planiraju zamijeniti helikoptere CH-46E i CH-53D, dok američka vojska svojom inačicom CV-22 namjerava zamijeniti MH-53J i MH-60G uz istodobno nadopunjavanje djelovanja transportnog aviona C-130 Hercules. Kako se naknadno uključila i američka mornarica sa svojim zahtjevima, njima je namijenjena prilagođena inačica MV-22 koja će se naći u ulozi traganja i spašavanja te logističkoj potpori, a u pojedinim izvorima navodi se i kao HV-22. Iako se čini da osim manje prilagodljivosti opreme i uređaja nema veće razlike između pojedinih inačica, od glavnijih komponenti Ospreya, samo je motor potpuno isti. Zbog prilagodljivosti specifičnim zahtjevima marinaca i kopnene vojske, "kostur" letjelice istovjetan je u 90% dijelova, dok elektronika i oprema imaju samo 20-40% zajedničkih komponenti. Iako se inačice razlikuju opremom i strukturalnim izvedbama, zajednički cilj marinaca, mornarice i kopnene vojske je isti: imati letjelicu koja će ujediniti letne mogućnosti helikoptera s doletom i brzinom turbo-prop aviona, a V-22 sve više dokazuje kako je dorastao toj ulozi.

## Inačice
- V-22A – pred-proizvodna inačica korištena za ispitivanja. Nakon redizajna 1993. vodila se kao A-inačica.[9]
- HV-22 – planirana ali još neostvarena inačica za Ratnu mornaricu SAD-a, koja bi trebala omogućiti borbeno traganje i spašavanje, logističku potporu prijevoza i izvlačenja posebnih ratnih timova.[10]
- SV-22 -  predložena inačica za protu-podmornička djelovanja ratne mornarice. Mornarica je u razmatranju SV-22 projekta 1980.-tih planirala zamijeniti S-3B i SH-2 zrakoplove.[11]
- MV-22B – osnovna inačica Korpusa mornaričkog pješaštva SAD-a za transport. Prvotno je zahtijevano 552 letjelice (sada 360). Korpusa mornaričkog pješaštva SAD-a je vodio sa svojim zahtjevima razvoj V-22 Ospreya. MV-22B namijenjen je prvenstveno za prijevoz udarnih jedinica vojske, opreme i materijala; operativan je s brodova ili iz zračnih baza. Zamijenio je prijašnje letjelice CH-46E i CH-53D.
- CV-22B – je inačica Ratnog zrakoplovstva SAD-a u službi Specijalnog zapovjedništva SAD-a (USSOCOM). Letjelica je namijenjena za dugodoletne, specijalne misije, te je opremljena s dodatnim spremnicima za gorivo i radarom za praćenje konfiguracije terena.[12][13]

## Tehničke karakteristike (MV-22B)
Osnovne karakteristike
- posada: 4 (pilot, kopilot i dva člana posade)
- dužina: 17,5 m
- raspon krila: 14 m
- promjer rotora: 11,6 m
- površina krila: 28 m2
- visina: 6,73 m s uzdignutim motorima

Letne karakteristike
- najveća brzina: 565 km/h
- ekonomska brzina: 446 km/h (na nivou mora)
- dolet: 4.476 km km
  - borbeni dolet: 690 km
- brzina penjanja: 11,8 m/s
- najveća visina leta: 7.925 m
- motor: 2× Rolls-Royce Allison T406/AE 1107C-Liberty

## Vanjske poveznice
- Službena stranica - boeing.com
- Službena stranica - bellhelicopter.com   Arhivirana inačica izvorne stranice od 28. ožujka 2010. (Wayback Machine)